# العلاقات الكوبية الليتوانية
العلاقات الكوبية الليتوانية هي العلاقات الثنائية التي تجمع بين كوبا وليتوانيا.

## مقارنة بين البلدين
هذه مقارنة عامة ومرجعية للدولتين:
| وجه المقارنة                                              | كوبا                              | ليتوانيا                                                    |
| --------------------------------------------------------- | --------------------------------- | ----------------------------------------------------------- |
| المساحة (كم2)                                             | 109.88 ألف                        | 65.30 ألف                                                   |
| عدد السكان (نسمة)                                         | 11.48 مليون                       | 2.79 مليون                                                  |
| الكثافة السكانية (ن./كم²)                                 | 104.48                            | 42.73                                                       |
| العاصمة                                                   | هافانا                            | فيلنيوس، كاوناس                                             |
| اللغة الرسمية                                             | اللغة الإسبانية                   | اللغة الليتوانية                                            |
| العملة                                                    | بيزو كوبي، بيزو كوبي قابل للتحويل | ليتاس ليتواني، يورو                                         |
| الناتج المحلي الإجمالي (بليون دولار)                      | 87.13 مليار                       | 47.17 مليار                                                 |
| الناتج المحلي الإجمالي (تعادل القوة الشرائية) بليون دولار |                                   | 84.06 مليار                                                 |
| الناتج المحلي الإجمالي الاسمي للفرد دولار أمريكي          |                                   | 14.15 ألف                                                   |
| الناتج المحلي الإجمالي للفرد دولار أمريكي                 |                                   | 27.69 ألف                                                   |
| مؤشر التنمية البشرية                                      | 0.769                             | 0.839                                                       |
| رمز المكالمات الدولي                                      | +53                               | +370                                                        |
| رمز الإنترنت                                              | .cu                               | .lt                                                         |
| المنطقة الزمنية                                           | 00                                | ت ع م+02:00، ت ع م+03:00، أوروبا/فيلنيوس ‏، توقيت شرق أوروبا |

## منظمات دولية مشتركة
يشترك البلدان في عضوية مجموعة من المنظمات الدولية، منها:
| علم المنظمة | اسم المنظمة                   | تاريخ انضمام كوبا | تاريخ انضمام ليتوانيا |
| ----------- | ----------------------------- | ----------------- | --------------------- |
|             | منظمة التجارة العالمية        | ?                 | ?                     |
|             | الاتحاد الدولي للاتصالات      | 16 يناير 1918     | 1 يوليو 1923          |
|             | الأمم المتحدة                 | 24 أكتوبر 1945    | 17 سبتمبر 1991        |
|             | الاتحاد البريدي العالمي       | ?                 | ?                     |
|             | منظمة الشرطة الجنائية الدولية | ?                 | ?                     |
|             | منظمة حظر الأسلحة الكيميائية  | ?                 | ?                     |
|             | يونسكو                        | 29 أغسطس 1947     | 7 أكتوبر 1991         |

## وصلات خارجية
- موقع وزارة الخارجية الكوبية
- موقع وزارة الخارجية الليتوانية